# Фестивал на италианската песен в Санремо
Фестива̀лът на италиа̀нската пѐсен в Санрѐмо (на италиански: Festival della canzone italiana di Sanremo), по-известен само като Фестивала в Санремо (Festival di Sanremo), е музикално събитие, провеждащо се ежегодно в северозападния крайбрежен град Санремо от 1951 г. насам без прекъсване.
На него чрез специална комисия на Италианското радио и телевизия (RAI) се избира често победителят, който да представи Италия в Песенния конкурс „Евровизия“ същата година.
Към 2024 г. включително има общо 74 издания.

## История

### Създаване
Първообразът на фестивала води началото си още в края на 40-те години на XX век, когато в края на август 1948 и 1949 г. се провеждат двете издания на Фестивала на италианската песен във Виареджо по идея на журналиста Алдо Валерони. Победители са съответно Пино Москини със Serenata al primo amore („Серенада за първата любов“) и Нарчизо Париджи с Il topo di campagna („Селската мишка“), но мероприятието се преустановява през 1950 г. по финансови причини.
През лятото на 1950 г. началникът на Санремското казино Пиеро Бусети и диригентът на Оркестъра на Италианското радио и телевизия Джулио Раци обсъждат идеята за възобновяването на събитието и решават да сложат началото на конкурс, включващ неиздавани преди провеждането му песни. Така се заражда познатият днес Фестивал на италианската песен в Санремо, чието първо издание се състои на 29, 30 и 31 януари 1951 г. в сградата на казиното. Последният кръг от надпреварата се излъчва по радиостанцията „Рете Роса“ („Червена мрежа“) и в нея участват 20 песни, изпълнени само от трима изпълнители – Нила Пици (която побеждава), дует „Фазано“ и Акиле Толиани.
Оттогава на мероприятието вземат участие почти всички известни италиански певци и композитори от поп музиката. Той е сред най-значимите музикални събития както за Италия, така и за чужбина, тъй като се предава на живо по телевизията и по радиото, както и на Песенния конкурс „Евровизия“, на който (в повечето случаи) победителят от Санремо представя Италия. Именно по негов образец е създадена „Евровизия“ през 1956 г., както и редица фестивали от бившия Източен блок.
Въпреки множеството промени в регламента му през годините фестивалът по своята същност представлява надпревара между песни, избрани няколко месеца преди провеждането на фестивала от комисия, от специална комисия, оценяваща кандидатите. Песните съгласно регламента трябва да бъдат композирани от италиански автори и да бъдат изпълнени на италиански език (или на местните за Италия диалекти). На фестивала песните се изпълняват за пръв път публично от съответния изпълнител и ако някой от тях по един или друг начин ги разкрие предварително, се дисквалифицира. Същото се отнася и за песни, за които се открива, че са плагиатствани.

### Гласуване
За песните се гласува чрез специални журита и/или чрез телевот и накрая се съобщават и награждават първите 3 песни, събрали най-много гласове (в някои случаи има само първо място) от главната категория, наричана през годините „Големи“ (Big), „Шампиони“ (Campioni) или „Артисти“ (Artisti), последната от които е била разделяна понякога на подкатегориите „Жени“ (Donne), „Мъже“ (Uomini), „Групи“ (Gruppi) и „Класически“ (Classic).
От 1984 г. насам се въвежда и категорията за новооткрити изпълнители, наричана „Млади“/„Младежи“ (Giovani) или „Нови предложения“ (Nuove proposte), която през годините се слива няколко пъти с главната в една обща.

### Отразяване в България
Фестивалът в Санремо до 1989 година се предава ежегодно по Българската телевизия на запис, а от 1990 до 2000 г. последната конкурсна вечер се предава на живо по БНТ със симултантен превод на Ваньо Попов от италианската редакция на Радио България. След приключването на съответното издание победителите са обявявани в информационните бюлетини на БНР.
Певецът Димитър Йосифов има принос за разпространението на песните от фестивала през 60-те, 70-те и 80-те години, голяма част от които записва на италиански и български език. Многократно присъства на фестивала като журналист.
Музикалният редактор и водещ от БНР Здравко Петров изследва задълбочено историята на фестивала. От 2008 година е ежегоден негов кореспондент, акредитиран представител на БНР, отразяващ за БНР и БНТ фестивалните издания.

## Място на провеждане
- Санремско казино – от 1951 до 1976 г.
- Театър „Аристон“ – от 1977 до 1989 г. и от 1991 г. насам
- Зала „Палафиори“ – само за 40-ото издание през 1990 г.

Фестивалът се провежда в залата на Санремското казино през януари до 1976 година, а от следващата 1977 г. се мести в театър „Аристон“ (с изключение на 40-ото му издание през 1990 г., когато е в зала „Палафиори“) и оттогава се провежда през най-често през февруари, а по-рядко – или март или април.
- Санремското казино през 2018 г.
- Залата в казиното през 2023 г.
- Театър „Аристон“ отвън през 2018 г.
- Сценографията на 62-рото издание през 2012 г.

## Награди
През годините се присъждат няколко различни награди.

### „Златен лъв“
Главната награда се нарича „Златен лъв“ или „Санремски лъв“ (на италиански: Leone d'oro или Leone di Sanremo) и статуетката представлява излят от злато лъв, точещ ноктите си по стъблото на палма. Присъжда се на победителя в категорията „Големи“ или „Шампиони“ и е най-престижната награда за италианските музиканти и изпълнители на поп музика.
Същият трофей, но от сребро се присъжда и на победителя в категорията за млади изпълнители по време на изданията, в които е включена.
От 2022 до 2024 г. се присъжда на победителя от вечерта за изпълнение на кавър на италианска песен.

### Награда на критиката „Мия Мартини“
Наградата на критиката е въведена по време на 32-рото издание през 1982 г. по идея на трима журналисти, отразяващи музикалното събитие – Джо Алаймо (от венецианския вестник „Гадзетино“), Кристина Берета (от „Фамилия Кристиана“) и Санто Страти (от „Гадзета дел Пополо“). Създадена е с цел да се присъди на Мия Мартини за изпълнението ѝ на песента E non finisce mica il cielo („И няма край небето“) по текст и музика на Ивано Фосати. Макар певицата вече да е успяла да се наложи като име на италианската сцена от началото на 70-те години, първото ѝ участие на знаковото събитие е едва през тази година. Оттогава наградата се присъжда ежегодно на изпълнители, чиито песни имат висока музикална стойност според критиката, а с въвеждането и на категорията за млади изпълнители от 1984 г. се присъжда и за двете категории освен в редките случаи, когато са слети в една.
След внезапната смърт на певицата през месец май 1995 г. Пипо Аулиера, който е основателят на официалния ѝ почитателски клуб, наречен „При Мимѝ“ (на френски: Chez Mimì, чете се „Ше Мими“ – галеното име на Мия), заедно с журналистката към Италианското радио и телевизия Алба Калия и певицата Дори Геци организира подписка за това наградата да започне да носи нейното име. Идеята получава подкрепата на множество изпълнители, сред които се нареждат сестра ѝ Лоредана Берте, Мина, Лучано Павароти, Фабрицио де Андре, Лучо Дала, Ренато Дзеро и Франко Батиато. Тогавашният изпълнителен директор на фестивала и дългогодишен водещ Пипо Баудо одобрява идеята с довода, че освен че е първата, именно тя е дотогава единствената му трикратна носителка (през 1982, 1989 и 1990 г.). От 1996 г. нататък наградата носи името на Мия Мартини в нейна памет.

### Награда за най-добър текст „Серджо Бардоти“
Присъжда се от 2013 г. от музикалната комисия на фестивала за песента с най-добър текст. Носи името на текстописеца Серджо Бардоти (1939 – 2007 г.), написал множество текстове на песни както за изпълнители, участвали в събитието, така и за такива извън надпреварата.

### Награда за най-добра музикална композиция „Джанкарло Бигаци“
Въведена е през 2013 г., а от 2016 г. носи името на композитора и музикален продуцент Джанкарло Бигаци (1940 – 2012 г.), който е автор на множество известни италиански песни. Присъжда се от членовете на оркестъра на песента, която според тях има най-добър аранжимент.

### Награда на пресцентъра на телевизията, радиото и мрежата „Лучо Дала“
Въведена е през 2001 г. първоначално под името Награда на пресцентъра на радиото и телевизията, а от 2013 г. в памет на певеца и композитор Лучо Дала, починал през 2012 г., носи неговото име. Присъжда се от журналистите на пресцентъра в театър „Аристон“.
- Наградата „Санремски лъв“.
- Мия Мартини през 1975 г.
- Серджо Бардоти през 1974 г.
- Лучо Дала през 2008 г.

## Победители

### Категория „Големи“ (Big) или „Шампиони“ (Campioni)
На изданията от 1953 до 1971 г. (без това от 1956 г.) всяка песен се изпълнява по правило в две версии от двама различни изпълнители, като накрая се гласува за самата песен, а изпълнителите споделят едно и също място в крайната класация (в таблицата по-долу са посочени с тирета). Това правило отпада от изданията от 1972 г. нататък, като оттогава песните се изпълняват от един певец или група.
На изданията през 1990 и 1991 г. всяка италианска песен се изпълнява отново от двама изпълнители, но този път второто изпълнение е на чуждестранен изпълнител и с текст на съответния чужд език.
| Издание | Година | Изпълнител                                   | Песен                                                                   |
| ------- | ------ | -------------------------------------------- | ----------------------------------------------------------------------- |
| 1-во    | 1951   | Нила Пици                                    | Grazie dei fiori („Благодаря за цветята“)                               |
| 2-ро    | 1952   | Нила Пици                                    | Vola, colomba („Лети, гълъбе“)                                          |
| 3-то    | 1953   | Карла Бони – Фло Сандънс                     | Viale d'autunno („Есенен булевард“)                                     |
| 4-то    | 1954   | Джорджо Консолини – Джино Латила             | Tutte le mamme („Всички майки“)                                         |
| 5-о     | 1955   | Клаудио Вила – Тулио Пане                    | Buongiorno, tristezza („Добър ден, тъга“)                               |
| 6-о     | 1956   | Франка Раймонди                              | Aprite le finestre („Отворете прозорците“)                              |
| 7-о     | 1957   | Клаудио Вила – Нунцио Гало                   | Corde della mia chitarra („Струни на моята китара“)                     |
| 8-о     | 1958   | Доменико Модуньо – Джони Дорели              | Nel blu dipinto di blu („В обагрената в синьо синева“)                  |
| 9-о     | 1959   | Доменико Модуньо – Джони Дорели              | Piove (ciao, ciao, bambina) („Вали (чао, чао, момиче)“)                 |
| 10-о    | 1960   | Тони Далара – Ренато Рашел                   | Romantica („Романтика“)                                                 |
| 11-о    | 1961   | Бети Къртис – Лучано Тайоли                  | Al di là („Отвъд“)                                                      |
| 12-о    | 1962   | Доменико Модуньо – Клаудио Вила              | Addio… addio („Сбогом… сбогом“)                                         |
| 13-о    | 1963   | Тони Ренис – Емилио Периколи                 | Uno per tutte („Един за всички жени“)                                   |
| 14-о    | 1964   | Джилиола Чинкуети – Патрисиа Карли           | Non ho l'età (per amarti) („Малка съм (да те обичам)“)                  |
| 15-о    | 1965   | Боби Соло – „Дъ Ню Кристи Минстрълс“         | Se piangi, se ridi („Ако плачеш, ако се смееш“)                         |
| 16-о    | 1966   | Доменико Модуньо – Джилиола Чинкуети         | Dio, come ti amo („Господи, колко те обичам“)                           |
| 17-о    | 1967   | Клаудио Вила – Ива Дзаники                   | Non pensare a me („Не мисли за мен“)                                    |
| 18-о    | 1968   | Серджо Ендриго – Роберту Карлус              | Canzone per te („Песен за теб“)                                         |
| 19-о    | 1969   | Боби Соло – Ива Дзаники                      | Zingara („Циганка“)                                                     |
| 20-о    | 1970   | Адриано Челентано – Клаудия Мори             | Chi non lavora, non fa l'amore („Който не работи, не прави любов“)      |
| 21-во   | 1971   | Нада – Никола Ди Бари                        | Il cuore è uno zingaro („Сърцето е скитник“)                            |
| 22-ро   | 1972   | Никола Ди Бари                               | I giorni dell'arcobaleno („Дните на дъгата“)                            |
| 23-то   | 1973   | Пепино ди Капри                              | Un amore grande e niente più („Една голяма любов и нищо повече“)        |
| 24-то   | 1974   | Ива Дзаники                                  | Ciao, cara, come stai? („Здравей, скъпа, как си?“)                      |
| 25-о    | 1975   | Джилда                                       | Ragazza del sud („Южно момиче“)                                         |
| 26-о    | 1976   | Пепино ди Капри                              | Non lo faccio più („Няма да го направя пак“)                            |
| 27-о    | 1977   | „Хомо Сапиенс“                               | Bella da morire („Красива до смърт“)                                    |
| 28-о    | 1978   | „Матия Бадзар“ с Антонела Руджеро            | …e dirsi ciao („…и да си кажем „чао“)                                   |
| 29-о    | 1979   | Мино Верняги                                 | Amare („Да обичаш“)                                                     |
| 30-о    | 1980   | Тото Кутуньо                                 | Solo noi („Само ние“)                                                   |
| 31-во   | 1981   | Аличе                                        | Per Elisa („За Елиза“)                                                  |
| 32-ро   | 1982   | Рикардо Фоли                                 | Storie di tutti i giorni („Всекидневни истории“)                        |
| 33-то   | 1983   | Тициана Ривале                               | Sarà quel che sarà („Ще бъде каквото ще бъде“)                          |
| 34-то   | 1984   | Ал Бано и Ромина Пауър                       | Ci sarà („Ще има“)                                                      |
| 35-о    | 1985   | „Рики е Повери“                              | Se m'innamoro („Ако се влюбя“)                                          |
| 36-о    | 1986   | Ерос Рамацоти                                | Adesso tu („Сега ти“)                                                   |
| 37-о    | 1987   | Джани Моранди, Енрико Руджери и Умберто Тоци | Si può dare di più („Можем да дадем повече“)                            |
| 38-о    | 1988   | Масимо Раниери                               | Perdere l'amore („Да загубиш любовта“)                                  |
| 39-о    | 1989   | Анна Окса и Фаусто Леали                     | Ti lascerò („Ще те оставя“)                                             |
| 40-о    | 1990   | „Пух“                                        | Uomini soli („Самотни мъже“)                                            |
| 41-во   | 1991   | Рикардо Кочанте                              | Se stiamo insieme („Ако сме заедно“)                                    |
| 42-ро   | 1992   | Лука Барбароса                               | Portami a ballare („Заведи ме на танци“)                                |
| 43-то   | 1993   | Енрико Руджери                               | Mistero („Загадка“)                                                     |
| 44-то   | 1994   | Алеандро Балди                               | Passerà („Ще мине“)                                                     |
| 45-о    | 1995   | Джорджа                                      | Come saprei („Как бих могла“)                                           |
| 46-о    | 1996   | Рон и Тоска                                  | Vorrei incontrarti fra cent'anni („Искам да те срещна след сто години“) |
| 47-о    | 1997   | „Джалис“                                     | Fiumi di parole („Потоци от думи“)                                      |
| 48-о    | 1998   | Аннализа Минети                              | Senza te o con te („Без теб или с теб“)                                 |
| 49-о    | 1999   | Анна Окса                                    | Senza pietà („Безмилостно“)                                             |
| 50-о    | 2000   | „Пикола Оркестра Авион Травъл“               | Sentimento („Чувство“)                                                  |
| 51-во   | 2001   | Елиза                                        | Luce (tramonti a nord-est) („Светлина (изгреви на североизток)“)        |
| 52-ро   | 2002   | „Матия Бадзар“ със Силвия Медзаноте          | Messaggio d'amore („Любовно съобщение“)                                 |
| 53-то   | 2003   | Алексия                                      | Per dire di no („За да кажа „не“)                                       |
| 54-то   | 2004   | Марко Мазини                                 | L'uomo volante („Летящият човек“)                                       |
| 55-о    | 2005   | Франческо Ренга                              | Angelo („Ангел“)                                                        |
| 56-о    | 2006   | Джузепе Повия                                | Vorrei avere il becco („Ще ми се да имах човка“)                        |
| 57-о    | 2007   | Симоне Кристики                              | Ti regalerò una rosa („Ще ти подаря роза“)                              |
| 58-о    | 2008   | Джо Ди Тоно и Лола Понсе                     | Colpo di fulmine („Любов от пръв поглед“)                               |
| 59-о    | 2009   | Марко Карта                                  | La forza mia („Моята сила“)                                             |
| 60-о    | 2010   | Валерио Скану                                | Per tutte le volte che… („За всичките пъти, когато…“)                   |
| 61-во   | 2011   | Роберто Векиони                              | Chiamami ancora amore („Наричай ме пак „любов“)                         |
| 62-ро   | 2012   | Ема                                          | Non è l'inferno („Не е адът“)                                           |
| 63-то   | 2013   | Марко Менгони                                | L'essenziale („Същественото“)                                           |
| 64-то   | 2014   | Ариза                                        | Controvento („Срещу вятъра“)                                            |
| 65-о    | 2015   | „Ил Воло“                                    | Grande amore („Голяма любов“)                                           |
| 66-о    | 2016   | „Стадио“                                     | Un giorno mi dirai („Някой ден ще ми кажеш“)                            |
| 67-о    | 2017   | Франческо Габани                             | Occidentali's Karma („Кармата на западняците“)                          |
| 68-о    | 2018   | Ермал Мета и Фабрицио Моро                   | Non mi avete fatto niente („Не сте ми направили нищо“)                  |
| 69-о    | 2019   | Мамуд                                        | Soldi („Пари“)                                                          |
| 70-о    | 2020   | Диодато                                      | Fai rumore („Вдигай шум“)                                               |
| 71-во   | 2021   | „Монескин“                                   | Zitti e buoni („Тихи и послушни“)                                       |
| 72-ро   | 2022   | Мамуд и Бланко                               | Brividi („Тръпки“)                                                      |
| 73-то   | 2023   | Марко Менгони                                | Due vite („Два живота“)                                                 |
| 74-то   | 2024   | Анджелина Манго                              | La noia („Скука“)                                                       |

### Категория „Млади“ (Giovani) или „Нови предложения“ (Nuove proposte)
Категорията е въведена през 1984 г. и през годините си променя името неколкократно:
- от 1984 до 1988 г. – „Нови италиански предложения“ (Nuove proposte italiane)
- 1989 г. – „Нови“ (Nuovi)
- от 1990 до 1993 г. – „Новости“ (Novità)
- от 1994 до 1997 г., 2000 г. и от 2014 до 2021 г. – „Нови предложения“ (Nuove proposte)
- 1998 и 1999 г., от 2001 до 2008 г., 2011 и 2013 г. – „Млади“ или „Младежи“ (Giovani)
- 2009 г. – „Предложения“ (Proposte)
- 2010 г. – „Ново поколение“ (Nuova generazione)
- 2012 г. – „Социално Санремо“ (Sanremosocial)

През 2004 г. и от 2022 до 2024 г. поради сливането на категориите в една обща няма победители от тази категория.
| Издание | Година | Изпълнител                            | Песен                                                  |
| ------- | ------ | ------------------------------------- | ------------------------------------------------------ |
| 34-то   | 1984   | Ерос Рамацоти                         | Terra promessa („Обетована земя“)                      |
| 35-о    | 1985   | Чинция Корадо                         | Niente di più („Нищо повече“)                          |
| 36-о    | 1986   | Лена Биолкати                         | Grande, grande amore („Голяма, голяма любов“)          |
| 37-о    | 1987   | Микеле Дзарило                        | La notte dei pensieri („Нощта на мислите“)             |
| 38-о    | 1988   | „Фючър“                               | Canta con noi („Пей с нас“)                            |
| 39-о    | 1989   | Миета                                 | Canzoni („Песни“)                                      |
| 40-о    | 1990   | Марко Мазини                          | Disperato („Отчаян“)                                   |
| 41-во   | 1991   | Паоло Валези                          | Le persone inutili („Ненужни хора“)                    |
| 42-ро   | 1992   | Алеандро Балди и Франческа Алота      | Non amarmi („Не ме обичай“)                            |
| 43-то   | 1993   | Лаура Паузини                         | La solitudine („Самота“)                               |
| 44-то   | 1994   | Андреа Бочели                         | Il mare calmo della sera („Спокойното вечерно море“)   |
| 45-о    | 1995   | „Нери пер Казо“                       | Le ragazze („Момичетата“)                              |
| 46-о    | 1996   | Сирия                                 | Non ci sto („Не съм съгласна“)                         |
| 47-о    | 1997   | „Паола е Киара“                       | Amici come prima („Приятели както преди“)              |
| 48-о    | 1998   | Аннализа Минети                       | Senza te o con te („Без теб или с теб“)                |
| 49-о    | 1999   | Алекс Брити                           | Oggi sono io („Днес съм аз“)                           |
| 50-о    | 2000   | Джени Би                              | Semplice, sai („Просто, нали знаеш“)                   |
| 51-во   | 2001   | „Гадзоза“                             | Stai con me (Forever) („Бъди с мен (завинаги)“)        |
| 52-ро   | 2002   | Анна Татанджело                       | Doppiamente fragili („Двойно крехки“)                  |
| 53-то   | 2003   | Долченера                             | Siamo tutti là fuori („Всички сме там, навън“)         |
| 54-то   | 2004   | Двете категории са слети в една обща. | Двете категории са слети в една обща.                  |
| 55-о    | 2005   | Лаура Боно                            | Non credo nei miracoli („Не вярвам в чудесата“)        |
| 56-о    | 2006   | Рикардо Мафони                        | Sole negli occhi („Слънце в очите“)                    |
| 57-о    | 2007   | Фабрицио Моро                         | Pensa („Помисли“)                                      |
| 58-о    | 2008   | „Сонора“                              | L'amore („Любовта“)                                    |
| 59-о    | 2009   | Ариза                                 | Sincerità („Искреност“)                                |
| 60-о    | 2010   | Тони Майело                           | Il linguaggio della resa („Езикът на отдаването“)      |
| 61-во   | 2011   | Рафаел Гуалаци                        | Follia d'amore („Любовна лудост“)                      |
| 62-ро   | 2012   | Алесандро Казило                      | È vero (che ci sei) („Вярно е (че си тук)“)            |
| 63-то   | 2013   | Антонио Маджо                         | Mi servirebbe sapere („Трябва ми да знам“)             |
| 64-то   | 2014   | Роко Хънт                             | Nu juorno buono („Един хубав ден“)                     |
| 65-о    | 2015   | Джовани Какамо                        | Ritornerò da te („Ще се върна при теб“)                |
| 66-о    | 2016   | Франческо Габани                      | Amen („Амин“)                                          |
| 67-о    | 2017   | Леле                                  | Ora mai („Сега никога“)                                |
| 68-о    | 2018   | Ултимо                                | Il ballo delle incertezze („Танцът на неувереностите“) |
| 69-о    | 2019   | Двете категории са слети в една обща. | Двете категории са слети в една обща.                  |
| 70-о    | 2020   | Лео Гасман                            | Vai bene così („Добре си така“)                        |
| 71-во   | 2021   | Гаудиано                              | Polvere da sparo („Барут за стрелба“)                  |
| 72-ро   | 2022   | Двете категории са слети в една обща. | Двете категории са слети в една обща.                  |
| 73-то   | 2023   | Двете категории са слети в една обща. | Двете категории са слети в една обща.                  |
| 74-то   | 2024   | Двете категории са слети в една обща. | Двете категории са слети в една обща.                  |

### Носители на Наградата на критиката „Мия Мартини“
| Категория „Големи“ или „Шампиони“                                      | Категория „Големи“ или „Шампиони“        | Година (издание) | Категория „Млади“ или „Нови предложения“ | Категория „Млади“ или „Нови предложения“                               |
| Песен                                                                  | Изпълнител                               | Година (издание) | Изпълнител                               | Песен                                                                  |
| ---------------------------------------------------------------------- | ---------------------------------------- | ---------------- | ---------------------------------------- | ---------------------------------------------------------------------- |
| E non finisce mica il cielo („И няма край небето“)                     | Мия Мартини                              | 1982 (32-ро)     | Категорията все още не е въведена.       | Категорията все още не е въведена.                                     |
| Vacanze romane („Римска ваканция“)                                     | „Матия Бадзар“ с Антонела Руджеро        | 1983 (33-то)     | Категорията все още не е въведена.       | Категорията все още не е въведена.                                     |
| Per una bambola („За една кукла“)                                      | Пати Право                               | 1984 (34-то)     | Сантандреа                               | La fenice („Феникс“)                                                   |
| Souvenir („Сувенир“)                                                   | „Матия Бадзар“ с Антонела Руджеро        | 1985 (35-о)      | Манго                                    | Il viaggio („Пътуването“)                                              |
| Souvenir („Сувенир“)                                                   | „Матия Бадзар“ с Антонела Руджеро        | 1985 (35-о)      | Кристиано Де Андре                       | Bella più di me („По-красива от мен“)                                  |
| Rien ne va plus („Край на залозите“)                                   | Енрико Руджери                           | 1986 (36-о)      | Лена Биолкати                            | Grande, grande amore („Голяма, голяма любов“)                          |
| Quello che le donne non dicono („Това, което жените не казват“)        | Фиорела Маноя                            | 1987 (37-о)      | Паола Турчи                              | Primo tango („Първо танго“)                                            |
| Le notti di maggio („Майските нощи“)                                   | Фиорела Маноя                            | 1988 (38-о)      | Паола Турчи                              | Sarò bellissima („Ще бъда прекрасна“)                                  |
| Almeno tu nell'universo („Поне ти в цялата вселена“)                   | Мия Мартини                              | 1989 (39-о)      | Миета                                    | Canzoni („Песни“)                                                      |
| La nevicata del '56 („Снегът от '56-а“)                                | Мия Мартини                              | 1990 (40-о)      | Марко Мазини                             | Disperato („Отчаян“)                                                   |
| La fotografia („Снимката“)                                             | Енцо Яначи и Уте Лемпер                  | 1991 (41-во)     | „Тимория“                                | L'uomo che ride („Човекът, който се смее“)                             |
| Pe' dispietto („Напук“)                                                | „Нуова Компания ди Канто Популаре“       | 1992 (42-ро)     | „Аеропланиталиани“                       | Zitti, zitti (Il silenzio è d'oro) („Тихо, тихо (мълчанието е злато)“) |
| Dietro la porta („Зад вратата“)                                        | Кристиано Де Андре                       | 1993 (43-то)     | Анджела Баралди                          | A piedi nudi („Боса“)                                                  |
| Signor tenente („Лейтенанте“)                                          | Джорджо Фалети                           | 1994 (44-то)     | „Бараона“                                | I giardini d'Alhambra („Градините на Алхамбра“)                        |
| Come saprei („Как бих могла“)                                          | Джорджа                                  | 1995 (45-о)      | Глория Бонавери                          | Le voci di dentro („Гласовете отвътре“)                                |
| La terra dei cachi („Страната на откачалките“)                         | „Елио е ле Сторие Тезе“                  | 1996 (46-о)      | Марина Рей                               | Al di là di questi anni („Отвъд тези години“)                          |
| …e dimmi che non vuoi morire („…и ми кажи, че не искаш да умреш“)      | Пати Право                               | 1997 (47-о)      | Николо Фаби                              | Capelli („Коса“)                                                       |
| Dormi e sogna („Спи и сънувай“)                                        | „Пикола Оркестра Авион Травъл“           | 1998 (48-о)      | Ерамо и Пасаванти                        | Senza confini („Без граници“)                                          |
| Aria („Въздух“)                                                        | Даниеле Силвестри                        | 1999 (49-о)      | „Куинториго“                             | Rospo („Жабок“)                                                        |
| Replay („Отначало“)                                                    | Самуеле Берсани                          | 2000 (50-о)      | „Литиум“                                 | Noël („Ноел“)                                                          |
| Replay („Отначало“)                                                    | Самуеле Берсани                          | 2000 (50-о)      | Джени Би                                 | Semplice, sai („Просто, нали знаеш“)                                   |
| Luce (tramonti a nord-est) („Светлина (изгреви на североизток)“)       | Елиза                                    | 2001 (51-во)     | Франческо Ренга                          | Raccontami („Разказвай ми“)                                            |
| Luce (tramonti a nord-est) („Светлина (изгреви на североизток)“)       | Елиза                                    | 2001 (51-во)     | Роберто Анджелини                        | Il signor Domani („Господин Утре“)                                     |
| Salirò („Ще се кача“)                                                  | Даниеле Силвестри                        | 2002 (52-ро)     | „Аркинуе“                                | La marcia dei santi („Блатото на светците“)                            |
| Tutto quello che un uomo („Всичко онова, което човек“)                 | Серджо Камариере                         | 2003 (53-то)     | Патриция Лакуидара                       | Lividi e fiori („Синини и цветя“)                                      |
| Crudele („Жестока“)                                                    | Марио Венути                             | 2004 (54-то)     | Двете категории са слети в една обща.    | Двете категории са слети в една обща.                                  |
| Colpevole („Виновен“)                                                  | Никола Ариляно                           | 2005 (55-о)      | Няма победител от тази категория.        | Няма победител от тази категория.                                      |
| Un discorso in generale („Общи приказки“)                              | Ноа, Карло Фава и квартет „Солис Стринг“ | 2006 (56-о)      | Няма победител от тази категория.        | Няма победител от тази категория.                                      |
| Ti regalerò una rosa („Ще ти подаря роза“)                             | Симоне Кристики                          | 2007 (57-о)      | Фабрицио Моро                            | Pensa („Мислѝ“)                                                        |
| Vita tranquilla („Спокоен живот“)                                      | Трикарико                                | 2008 (58-о)      | Франк Хед                                | Paraparà rarara („Парапара-рарара“)                                    |
| Il paese è reale („Страната е истинска“)                               | „Афтърауърс“                             | 2009 (59-о)      | Ариза                                    | Sincerità („Искреност“)                                                |
| Ricomincio da qui („Започвам отначало оттук“)                          | Малика Аян                               | 2010 (60-о)      | Нина Дзили                               | L'uomo che amava le donne („Мъжът, който обичаше жените“)              |
| Chiamami ancora amore („Наречи ме пак „любими“)                        | Роберто Векиони                          | 2011 (61-во)     | Рафаел Гуалаци                           | Follia d'amore („Любовна лудост“)                                      |
| Un pallone („Топка“)                                                   | Самуеле Берсани                          | 2012 (62-ро)     | Ерика Му                                 | Nella vasca da bagno del tempo („Във ваната на времето“)               |
| La canzone mononota („Еднонотна песен“)                                | „Елио е ле Сторие Тезе“                  | 2013 (63-то)     | Ренцо Рубино                             | Il postino (Amami, uomo) („Пощальонът (Обичай ме, човече)“)            |
| Invisibili („Невидими“)                                                | Кристиано Де Андре                       | 2014 (64-то)     | Дзиба                                    | Senza di te („Без теб“)                                                |
| Adesso e qui (nostalgico presente) („Сега и тук (болезнено настояще)“) | Малика Аян                               | 2015 (65-о)      | Джовани Какамо                           | Ritornerò da te („Ще се върна при теб“)                                |
| Cieli immensi („Необятно небе“)                                        | Пати Право                               | 2016 (66-о)      | Франческо Габани                         | Amen („Амин“)                                                          |
| Vietato morire („Умирането – забранено“)                               | Ермал Мета                               | 2017 (67-о)      | Малдестро                                | Canzone per Federica („Песен за Федерика“)                             |
| Almeno pensami („Поне ме мисли“)                                       | Рон                                      | 2018 (68-о)      | Аличе Кайоли                             | Specchi rotti („Счупени огледала“)                                     |
| Argentovivo („Живак“)                                                  | Даниеле Силвестри                        | 2019 (69-о)      | Двете категории са слети в една обща.    | Двете категории са слети в една обща.                                  |
| Fai rumore („Надигни шум“)                                             | Диодато                                  | 2020 (70-о)      | „Еудженио ин Вия Ди Джоя“                | Tsunami („Цунами“)                                                     |
| Mai dire «mai» („Никога не казвай „никога“)                            | Уили Пейоте                              | 2021 (71-во)     | Ронгоню                                  | Lezioni di volo („Уроци по летене“)                                    |
| Lettera di là dal mare („Писмо оттатък морето“)                        | Масимо Раниери                           | 2022 (72-ро)     | Двете категории са слети в една обща.    | Двете категории са слети в една обща.                                  |
| Splash („Цамбур“)                                                      | Колапеше и Димартино                     | 2023 (73-то)     | Двете категории са слети в една обща.    | Двете категории са слети в една обща.                                  |
| Pazza („Луда“)                                                         | Лоредана Берте                           | 2024 (74-то)     | Двете категории са слети в една обща.    | Двете категории са слети в една обща.                                  |

- Пати Право през 2013 г. Трикратна носителка (1984, 1997 и 2016 г.).
- Даниеле Силвестри през 2010 г. Трикратен носител (1999, 2002 и 2019 г.).
- „Матия Бадзар“ с Антонела Руджеро през 1978 г. Двукратни носители (1983 и 1985 г.).
- Малика Аян през 2009 г. Двукратна носителка (2010 и 2015 г.).
- Манго през 1985 г.
- Фиорела Маноя и Паола Турчи с Наградата на критиката през 1988 г.
- Рафаел Гуалаци през 2011 г.
- Диодато през 2016 г. Носител едновременно на Голямата награда и на Наградата на критиката през 2020 г.